# Die Schuld des Tom Carrigan
Die Schuld des Tom Carrigan (Originaltitel: The Desert Pirate) ist ein US-amerikanischer Stummfilmwestern aus dem Jahr 1927 von James Dugan mit Tom Tyler und Frankie Darro in den Hauptrollen. Das Drehbuch basiert auf einer Originalstory von Frank Howard Clark.

## Handlung
Sheriff Tom Corrigan gibt seine Waffen auf und adoptiert Jimmy Rand, den verwaisten Sohn eines selbstmörderischen Banditen, den er verfolgt hat. Er verliebt sich in Ann Farnham, ein Mädchen aus der Nachbarschaft, deren Vater in den Fängen von Spielern ist. Als die Spieler versuchen, dem Sheriff einen Mordvorwurf anzuhängen, gelingt es ihm, sich zu rechtfertigen, Anns Vater freizusprechen und das Mädchen zu gewinnen.

## Veröffentlichung
Die Premiere des Films fand am 25. Dezember 1927 statt. 1929 kam er im Deutschen Reich in die Kinos.